# 原勝徳
原 勝徳（はら かつのり、1月1日 - ）は、日本のアニメーター・キャラクターデザイナーである。

## 来歴
じゃんぐるじむ出身。現在は『クレヨンしんちゃん』を中心に活動しており、稀に元じゃんぐるじむのスタッフが参加している作品の作画にも参加している。映画クレヨンしんちゃんには第1作から携わっており、現在も映画クレヨンしんちゃんをキャラクターデザイン・作画面で支えている。

## 参加作品

### テレビアニメ
- 1987年 ついでにとんちんかん （動画）
- 1987年 ハイスクール!奇面組 （動画）
- 1988年 名門!第三野球部 （動画）
- 1988年 トッポ・ジージョ・夢見るトッポ・ジージョ（動画）
- 1991年 21エモン （原画）
- 1992年 クレヨンしんちゃん （作画監督・原画・OPアニメーション作画監督/原画）
- 1993年 ムカムカパラダイス （原画）
- 1995年 ママはぽよぽよザウルスがお好き （原画）
- 1996年 こちら葛飾区亀有公園前派出所 (アニメ) （作画監督）
- 1996年 こどものおもちゃ （原画）
- 2001年 ジャングルはいつもハレのちグゥ （作画監督・原画）
- 2005年 ドラえもん (2005年のテレビアニメ) （作画監督・原画）
- 2005年 あたしンち （原画）
- 2013年 たまゆら〜もあぐれっしぶ〜 （原画・OPアニメーション原画）
- 2015年 ゆるゆり さん☆ハイ! （作画監督・原画）
- 2017年 笑ゥせぇるすまんNEW （作画監督・原画）
- 2018年 からかい上手の高木さん （第二原画）

### OVA
- 1991年 イース (OVA) （原画）
- 2002年 ジャングルはいつもハレのちグゥ デラックス （作画監督・原画）
- 2011年 ロウきゅーぶ! 智花のいちごサンデー （作画監督）
- 2014年 ゆるゆり なちゅやちゅみ! （原画）
- 2015年 たまゆら〜卒業写真〜 第1部 芽 -きざし- （作画監督）

### 劇場アニメ
- 1988年 エスパー魔美 星空のダンシングドール  （動画）
- 1989年 ドラミちゃん ミニドラSOS!!! （動画）
- 1991年 ドラミちゃん アララ・少年山賊団! （原画）
- 1993年 クレヨンしんちゃん アクション仮面VSハイグレ魔王 （作画監督・原画）
- 1994年 クレヨンしんちゃん ブリブリ王国の秘宝 （キャラクターデザイン[1]・作画監督・原画）
- 1995年 クレヨンしんちゃん 雲黒斎の野望 （キャラクターデザイン[2]・作画監督・原画）
- 1996年 ドラミ&ドラえもんズ ロボット学校七不思議!? （原画）
- 1996年 クレヨンしんちゃん ヘンダーランドの大冒険 （キャラクターデザイン[3]・作画監督・原画）
- 1997年 ザ☆ドラえもんズ 怪盗ドラパン謎の挑戦状! （原画）
- 1997年 クレヨンしんちゃん 暗黒タマタマ大追跡 （キャラクターデザイン[4]・作画監督・原画）
- 1998年 ザ☆ドラえもんズ ムシムシぴょんぴょん大作戦! （原画）
- 1998年 クレヨンしんちゃん 電撃!ブタのヒヅメ大作戦 （キャラクターデザイン[5]・作画監督・原画）
- 1999年 ザ☆ドラえもんズ おかしなお菓子なオカシナナ? （原画）
- 1999年 クレヨンしんちゃん 爆発!温泉わくわく大決戦 （キャラクターデザイン[6]・作画監督・原画）
- 2000年 ザ☆ドラえもんズ ドキドキ機関車大爆走! （原画）
- 2000年 クレヨンしんちゃん 嵐を呼ぶジャングル （キャラクターデザイン[7]・作画監督・原画）
- 2001年 ドラミ&ドラえもんズ 宇宙ランド危機イッパツ! （原画）
- 2001年 クレヨンしんちゃん 嵐を呼ぶ モーレツ!オトナ帝国の逆襲 （キャラクターデザイン[8]・作画監督・原画）
- 2002年 ドラえもん のび太とロボット王国 （原画）
- 2002年 クレヨンしんちゃん 嵐を呼ぶ アッパレ!戦国大合戦 （作画監督・原画）
- 2003年 Pa-Pa-Pa ザ★ムービー パーマン （原画）
- 2003年 クレヨンしんちゃん 嵐を呼ぶ 栄光のヤキニクロード （作画監督・原画）
- 2004年 Pa-Pa-Pa ザ★ムービー パーマン タコDEポン!アシHAポン! （原画）
- 2004年 クレヨンしんちゃん 嵐を呼ぶ!夕陽のカスカベボーイズ （作画監督・原画）
- 2005年 クレヨンしんちゃん 伝説を呼ぶブリブリ 3分ポッキリ大進撃 （キャラクターデザイン[9]・作画監督・原画）
- 2006年 クレヨンしんちゃん 伝説を呼ぶ 踊れ!アミーゴ! （キャラクターデザイン[10]・作画監督・原画）
- 2007年 クレヨンしんちゃん 嵐を呼ぶ 歌うケツだけ爆弾! （キャラクターデザイン[11]・作画監督・原画）
- 2007年 劇場版ポケットモンスター ダイヤモンド&パール ディアルガVSパルキアVSダークライ （原画）
- 2007年 えいがでとーじょー! たまごっち ドキドキ! うちゅーのまいごっち!? （原画）
- 2008年 クレヨンしんちゃん ちょー嵐を呼ぶ 金矛の勇者 （キャラクターデザイン・作画監督・原画）
- 2009年 クレヨンしんちゃん オタケベ!カスカベ野生王国 （キャラクターデザイン[12]・作画監督・原画）
- 2010年 クレヨンしんちゃん 超時空!嵐を呼ぶオラの花嫁 （キャラクターデザイン[13]・作画監督・原画）
- 2010年 劇場版イナズマイレブン 最強軍団オーガ襲来 （原画）
- 2011年 クレヨンしんちゃん 嵐を呼ぶ黄金のスパイ大作戦 （キャラクターデザイン[14]・作画監督・原画）
- 2012年 クレヨンしんちゃん 嵐を呼ぶ!オラと宇宙のプリンセス （キャラクターデザイン[15]・作画監督・原画）
- 2013年 クレヨンしんちゃん バカうまっ!B級グルメサバイバル!!（キャラクターデザイン[16]・作画監督・原画）
- 2014年 クレヨンしんちゃん ガチンコ!逆襲のロボとーちゃん（キャラクターデザイン[17]・作画監督・原画）
- 2015年 クレヨンしんちゃん オラの引越し物語 サボテン大襲撃（キャラクターデザイン[18]・作画監督・原画）
- 2016年 クレヨンしんちゃん 爆睡!ユメミーワールド大突撃（作画監督・原画）
- 2017年 クレヨンしんちゃん 襲来!!宇宙人シリリ（作画監督・原画）
- 2018年 クレヨンしんちゃん 爆盛!カンフーボーイズ〜拉麺大乱〜（プロップデザイン・作画監督・原画）
- 2019年 クレヨンしんちゃん 新婚旅行ハリケーン～失われたひろし～（作画監督・原画）
- 2020年 クレヨンしんちゃん 激突! ラクガキングダムとほぼ四人の勇者（キャラクターデザイン・作画監督・原画）
- 2021年 クレヨンしんちゃん 謎メキ!花の天カス学園（作画監督）
- 2022年 クレヨンしんちゃん もののけニンジャ珍風伝（作画監督）
- 2024年 クレヨンしんちゃん オラたちの恐竜日記（作画監督）
- 2025年 クレヨンしんちゃん 超華麗!灼熱のカスカベダンサーズ（作画監督）

### WEBアニメ
- 2016年 クレヨンしんちゃん外伝 エイリアン vs. しんのすけ （作画監督・作画）
- 2016年 クレヨンしんちゃん外伝 おもちゃウォーズ （作画監督・作画）

### その他
- 1994年 スーパー桃太郎電鉄III  （おんなぶろイラスト）